# Jours de colère
Jours de colère est un roman de Sylvie Germain publié le 12 septembre 1989 aux éditions Gallimard et ayant reçu la même année le prix Femina.

## Résumé
Dans l’Yonne profonde des forêts et des campagnes, les habitants d’un hameau vivent reclus autour du propriétaire terrien Ambroise Mauperthuis, homme colérique et jaloux qui récupéra les terres d’un ancien riche local Vincent Corvol, lorsqu’il le fit chanter à la suite du meurtre de sa femme Catherine. Mauperthuis reniera son fils ainé Ephraïm qui s’oppose à lui et se marie à la grosse et pauvre Reine. Ils auront 9 garçons, parmi lesquels Simon qui vivra une histoire d’amour avec Camille, la petite fille de Mauperthuis. Ce dernier, dans un moment de colère, tuera le couple dans la forêt et finira ses jours dans la folie.

## Polémique lors du baccalauréat 2022
Un extrait de l'œuvre, tiré du chapitre « Les Frères », est proposé comme sujet du commentaire de texte de l'épreuve anticipée de français du baccalauréat général en juin 2022, portant sur l'objet d'étude du roman et du récit du Moyen Âge au XXIe siècle. Sylvie Germain est la cible, dès les premiers instants qui suivent la sortie de l'épreuve, de nombreuses réactions très hostiles de la part d'élèves mécontents de ce choix de sujet qu'ils estiment trop difficile,.
Face à ce harcèlement, qu'elle qualifie d'« aussi absurde qu’affligeant », l'auteure répond qu'elle « espère que cette flambée de rage, où comme toujours le mimétisme et le goût de la surenchère électrisent la meute, va retomber aussi vite qu’elle a éclaté. »

## Éditions
- Éditions Gallimard, 1989  (ISBN 2070716554)[4]
- Éditions Gallimard, coll. « Folio », no 2316, 1991  (ISBN 9782070384280)